# Ryuzo Morioka
Ryuzo Morioka (Yokohama, 7. listopada 1975.) japanski je nogometaš.

## Klupska karijera
Igrao je za klubove: Kashima Antlers, Shimizu S-Pulse i Kyoto Sanga FC.

## Reprezentativna karijera
Za japansku reprezentaciju igrao je od 1999. do 2003. godine. Odigrao je 38 utakmice.
S japanskom reprezentacijom Ryuzo Morioka igrao ne na jednom svjetskom prvenstvu (2002.) dok je 2000. s Japanom osvojio AFC Azijski kup.

## Statistika
| Japan  | Japan | Japan |
| Godina | Nas.  | Gol.  |
| ------ | ----- | ----- |
| 1999.  | 7     | 0     |
| 2000.  | 14    | 0     |
| 2001.  | 11    | 0     |
| 2002.  | 2     | 0     |
| 2003.  | 4     | 0     |
| Ukupno | 38    | 0     |

## Vanjske poveznice
- National Football Teams
- Japan National Football Team Database